# توماش واشاری
توماش واشاری (مجاری: Tamás Vásáry؛ تلفظ مجاری: [ˈtɒma:ʃ ˈva:ʃa:ri]؛ زادهٔ ۱۱ اوت ۱۹۳۳) یک نوازنده پیانو و رهبر ارکستر اهل مجارستان است.
نخستین احرای رسمی و حرفه‌ای او در سن ۸ سالگی در بوداپست بود که «کنسرتوی پیانو در ر ماژور، ک. ۱۰۷» اثرِ ولفگانگ آمادئوس موتسارت را اجرا کرد.
کمی بعد «ارنو دونانی» علی‌رغم سن کم وی، او را جزء شاگردان خود پذیرفت. توماش واشاری سپس به «آکادمی موسیقی فرانتس لیست» راه یافت و نزد «یوژف گات» و «لایوش هرنادی» تحصیل کرد و بعدها دستیار «زولتان کدای» شد که به‌عنوان هدیه، یک پیانوی «استاین‌وی» به او داد.
توماش واشاری در سن ۱۷ سالگی جایزهٔ نخست «رقابت‌های فرانتس لیست» را به‌دست آورد. او همچنین از برندگانِ «رقابت‌های لون-تیبو-کرسپن» است.